# Leiodytes australis
Leiodytes australis är en skalbaggsart som beskrevs av Olof Biström 1987. Leiodytes australis ingår i släktet Leiodytes och familjen dykare. Inga underarter finns listade i Catalogue of Life.